# Cathy Grainger-Brain
Catherine Anne „Cathy” Grainger-Brain (ur. 20 września 1967 w Canberze) – australijska judoczka. Trzykrotna olimpijka. Zajęła trzynaste miejsce w Barcelonie 1992 i dziewiąte w Atlancie 1996, a także dziewiąte w turnieju pokazowym w Seulu 1988. Walczyła w wadze półlekkiej.
Uczestniczka mistrzostw świata w 1991 i 1995. Startowała w Pucharze Świata w 1992 i 1995. Brązowa medalistka igrzysk Wspólnoty Narodów w 1990. Wicemistrzyni Wspólnoty Narodów w 1992. Zdobyła cztery medale na mistrzostwach Oceanii w latach 1985 - 1996. Mistrzyni Australii w 1988, 1989, 1991, 1992, 1995 i 1996 roku.
Jej mąż Stewart Brain również był judoką i olimpijczykiem z Seulu 1988.

## Letnie Igrzyska Olimpijskie 1988
| Konkurencja | Eliminacje                | Klas. końcowa |
| Konkurencja | Przeciwnik I              | Miejsce       |
| ----------- | ------------------------- | ------------- |
| 52 kg       | Alessandra Giungi (ITA) P | 9.            |

## Letnie Igrzyska Olimpijskie 1992
| Konkurencja | Eliminacje          | Repasaże                    | Klas. końcowa |
| Konkurencja | Przeciwnik I        | Przeciwnik I                | Miejsce       |
| ----------- | ------------------- | --------------------------- | ------------- |
| 52 kg       | Li Zhongyun (CHN) P | Patricia Bevilacqua (BRA) P | 13.           |

## Letnie Igrzyska Olimpijskie 1996
| Konkurencja | Eliminacje                   | Repasaże               | Klas. końcowa |
| Konkurencja | Przeciwnik I                 | Przeciwnik I           | Miejsce       |
| ----------- | ---------------------------- | ---------------------- | ------------- |
| 52 kg       | Marie-Claire Restoux (FRA) P | Marisa Pedulla (USA) P | 9.            |